# Xã Stony Run, Quận Yellow Medicine, Minnesota
Xã Stony Run (tiếng Anh: Stony Run Township) là một xã thuộc quận Yellow Medicine, tiểu bang Minnesota, Hoa Kỳ. Năm 2010, dân số của xã này là 432 người.